# Bellerive, Vaud
Bellerive är en ort i kommunen Vully-les-Lacs i kantonen Vaud i Schweiz. Den ligger cirka 53,5 kilometer nordost om Lausanne. Orten har cirka 326 invånare (2020).
Orten var före den 1 juli 2011 en egen kommun, men slogs då samman med kommunerna Chabrey, Constantine, Montmagny, Mur, Vallamand och Villars-le-Grand till den nya kommunen Vully-les-Lacs. Till kommunen hörde också merparten av orten Salavaux.